# ريغي جونز (لاعب كرة قدم أمريكية)
ريغي جونز (بالإنجليزية: Reggie Jones)‏ هو لاعب كرة قدم أمريكية أمريكي، ولد في 11 يناير 1969 في ممفيس في الولايات المتحدة.

## وصلات خارجية
- ريغي جونز على موقع مرجع كرة القدم المحترفة.كوم (الإنجليزية)